# ديبر (بلدية)
ديبر (بالألبانية: Bashkia Dibër، بالفارسية: دیبر): هي بلدية في مقاطعة ديبر، شمال شرق ألبانيا. وفقًا لتقديرات معهد الإحصاء الألباني من تعداد 2011، كان عدد سكان بلدية ديبر 61,619 نسمة. تبلغ مساحة البلدية 937.88 كـم2 (362.12 ميل2).